# Ningen Fushin no Bōkensha-tachi ga Sekai o Sukū Yō Desu
Ningen Fushin no Bōkensha-tachi ga Sekai o Sukū Yō Desu (人間不信の冒険者たちが世界を救うようです?), también conocida como Ningen Fushin: Adventurers Who Don't Believe in Humanity Will Save the World en inglés, es una serie de novelas ligeras japonesas escritas por Shinta Fuji e ilustradas por Susumu Kuroi. La novela ligera comenzó la serialización en línea en enero de 2019 en el sitio web de publicación de novelas generado por el usuario Shōsetsuka ni Narō. Más tarde fue adquirida por Media Factory, que ha publicado seis volúmenes desde septiembre de 2019 bajo su sello MF Books.
Una adaptación de manga con arte de Masaki Kawakami se ha serializado en línea a través del sitio web ComicWalker de Kadokawa Shoten desde octubre de 2019. Se ha recopilado en seis volúmenes de tankōbon. Una adaptación de la serie de televisión de anime de Geek Toys se estrenó el 10 de enero de 2023.

## Sinopsis
Nick es un aventurero experimentado cuya compañía está dirigida por un mentor y figura paterna, Argus. Después de terminar su último trabajo, Nick descubre que falta parte del dinero y se da cuenta de que un miembro de su compañía es el culpable. Sorprendentemente, Argus perdonó al miembro y, en cambio, echó a Nick después de haber sido acusado de malversar fondos.
Una noche después de varias semanas, Nick termina en una taberna local donde el destino lo lleva a conocer a otros tres aventureros. Después de una noche de copas, los cuatro viven una experiencia similar de traición y desconfianza hacia cualquiera. Fue entonces cuando a Nick se le ocurrió la idea de que los cuatro formaran su propia compañía. La historia de los cuatro comienza con la creencia de que los humanos son malvados y quieren ganar riqueza honestamente.

## Personajes
Nick (ニック Nikku?)
 Seiyū: Yūsuke Kobayashi, Arturo Castañeda (español latino)
Nick es el líder del grupo llamado "The Survivors". Fue adoptado y entrenado por Argas cuando sus padres fueron asesinados por bandidos. Sin embargo, Argas lo expulsa del grupo por ser "demasiado inteligente para ser un aventurero" y abandonado por su novia Claudine. También es un "Guerrero de la Luz" y un "Explorador" que desempeña el papel de apoyar a la "Vanguardia" en la línea del frente. Nick es el miembro más experimentado del grupo y muestra un gran conocimiento del mundo y los laberintos.
Tiana (ティアーナ Tiāna?)
 Seiyū: Sayumi Watabe, Angélica Villa (español latino)
Conocida anteriormente como Tiana Erenafelt (ティアーナ エレナフェルト, Tiāna Erenaferuto) es la "Maga" del grupo. Se unió al grupo después de ser expulsada de su familia noble y perder su título luego de que fuese obligada a asumir la culpa de que su prometido la dejara y avergonzara a la familia. Es una maga elemental con un gran poder. Le gusta mucho las apuestas.
Curran (カラン Karan?)
 Seiyū: Sayaka Kikuchi, Ale Pilar (español latino)
Curran es la "Vanguardia" del grupo. Se unió al grupo después de ser traicionada por sus excompañeros, ya que la usaron como cebo para absorber el daño y mantener ocupados a los enemigos, para después robarle la Joya del Rey Dragón. Ella lucha en el corazón de la batalla cuerpo a cuerpo manteniendo a sus enemigos encerrados con una gran espada. Actualmente es la única miembro no humano del grupo, siendo una "Persona Dragón": un dragón y un híbrido humano, lo que le otorga una serie de habilidades raciales.
Zem (ゼム Zemu?)
 Seiyū: Shun'ichi Toki, Miguel Ángel Ruiz (español latino)
Zem es el "sacerdote" del grupo. Se unió al grupo después de pasar en prisión tras ser falsamente incriminado por una niña por cargos de violación. Desempeña el papel de apoyo, ofreciendo buffs y curaciones a sus miembros. Al librarse del voto de castidad cuando fue expulsado del sacerdocio, se ha vuelto mujeriego y borracho.
Kizuna (キズナ?)
 Seiyū: Mikako Komatsu, Carlos Eduardo Guilbert (español latino)
Un artefacto en forma de espada sellado en la capa inferior oculta de las antiguas ruinas "Laberinto de los Vínculos", una de las espadas sagradas desarrolladas para contrarrestar a los dioses demoníacos que amenazaron a la humanidad durante la era de la civilización antigua. Después de unirse al grupo con Nick como propietario, actúa como el quinto miembro como un humano que parece un chico guapo similar a Nick. Le gustan las cosas nuevas y desconocidas.
Agate (アゲート Agēto?)
 Seiyū: Kaori Ishihara, Mónica Moreno (español latino)
Una idol que pertenece a Jewelry Production. Su nombre real es Bell Haggins. Le dio apoyo emocional a Nick cuando fue expulsado del grupo y abandonado por su novia. Anteriormente trabajó como cantante en una taberna hasta que fue reclutada para convertirse en idol, donde adoptó el nombre de Agate.
Argas (アルガス Arugasu?)
 Seiyū: Kenji Nomura, Raúl Anaya (español latino)
El líder del anterior grupo de Nick. Fue quien lo adoptó y lo entrenó para ser aventurero. Cuando Nick fue falsamente acusado de robar dinero al grupo, Argas lo expulsa del grupo, alegando que su inteligencia no lo convertirá en un verdadero aventurero. Sin que Nick lo sepa, Argas fue el que mató a sus padres cuando era niño.
Claudine (クローディン Kurōdin?)
 Seiyū: Haruka Shiraishi, Erika Ugalde (español latino)
La exnovia de Nick, a quien le daba regalos después de realizar misiones y miembro del grupo "Tigre de Hierro", el cual se dedicaba a estafar a las personas. Claudine es astuta y manipuladora, con tal de ganar dinero mediante la estafa. Ella solía tener una vida feliz en su infancia, hasta que sus padres que trabajaban en una estación de carruajes quedaron desempleados por robar dinero y quisieron venderla como esclava, por lo que Claudine tuvo que escapar. Aprovechando su belleza, tuvo que recurrir a la estafa para sobrevivir. Ella rompe con Nick cuando éste es expulsado de su grupo, revelándole que sólo lo usaba para conseguir dinero. Tiempo después, cuando Nick logra evitar que Claudine estafe a otra persona, ella y su grupo lo desafían a un duelo, pero son derrotados y sus crímenes son expuestos ante la gente. Finalmente, Claudine y su grupo son arrestados y enviados a prisión.
Alex (アレックス Arekkusu?)
 Seiyū: Toshinari Fukamachi
El ex-prometido de Tiana. Rompió su compromiso con ella porque estaba celoso de sus habilidades en la magia. Su situación fue aprovechada por Lynn, quien logró conquistarlo y convertirse en su nueva prometida.
Lynn (リン Rin?)
 Seiyū: Yūko Ōno
La hija de una familia de comerciantes que se convirtió en la nueva prometida de Alex. Ella usó la astucia y la influencia de su familia para expulsar a Tiana de la academia y de su hogar.
Miril (ミリル Miriru?)
 Seiyū: Hina Yomiya
Miril era una niña que le traía a Zem hierbas medicinales a cambio de dinero. Una noche, ella le confiesa que le gusta y que deseaba ser adulta, pero Zem rechaza sus avances por su voto de celibato. Enojada, Miril se venga de él acusándolo falsamente de violación, lo que provocó que Zem sea expulsado del sacerdocio.
Calios (カリオス Kariosu?)
 Seiyū: Taito Ban
Calios era el líder del grupo al que pertenecía antes Curran. Debido a lo amable que fue con ella, Curran había desarrollado sentimientos por él. Sin embargo, durante una misión en el laberinto, Calios y su grupo traicionan a Curran utilizándola como cebo para distraer una serpiente gigante, dejándola moribunda. Cuando Curran logra sobrevivir y regresa a la posada, descubre que Calios se llevó sus cosas, incluyendo la Joya del Rey Dragón.
Olivia (オリヴィア Orivia?)
 Seiyū: Minami Takahashi
Una periodista y aventurera novata que llega a la ciudad, donde le cuenta a Nick sobre un sujeto llamado Stepping Man que puede saltar sobre los tejados y secuestra a niños. Más tarde es confrontada por Nick por ser Stepping Man dentro del gremio, pues la habían visto en los barrios pobres hablando con niños. Olivia huye saltando en el aire directamente a través del techo del edificio, al igual que Stepping Man. Al reencontrarse con Nick y su grupo, Olivia revela que Stepping Man es su título de aventurera, lo que significa que el Stepping Man al que buscan está usando su título y sus habilidades para enmarcarla. Después de que Nick y su grupo descubran la identidad de Stepping Man, Olivia los ayuda en su enfrentamiento contra Máscara Blanca. Además, revela que ella también es una reliquia de armas como Kizuna, la Espada de la Guerra del Dios Anti-Demonio. Más tarde, Olivia descubre evidencia de que el Dios Demonio Oscuro regresará pronto, con Máscara Blanca de alguna manera involucrado y tanto ella como Kizuna están de acuerdo en que Nick y su grupo tienen potencial para derrotar al Dios Demonio Oscuro, pero aún les queda un largo camino por recorrer.
Nalgava (ナルガーヴァ Narugāva?)
 Seiyū: Akio Ōtsuka
Un ex sacerdote que trata a los heridos en un pueblo abandonado. Al ser confrontado por Nick y su grupo, Nalgava revela ser el Stepping Man, quien admitió que secuestró a niños para experimentarlos, ya que su hija murió a causa de la enfermedad del demonio amarillo y trataba de buscar la cura. En ese momento, es atacado por Máscara Blanca, quien pretende matarlo para mantener oculta la verdad. Herido por la caída de escombros y también infectado con la enfermedad del demonio amarillo, Nalgava opta por morir cuando el edificio se derrumba. Después de su muerte, Zem se hace cargo de la clínica de Nalgava en los barrios bajos.
Máscara Blanca (白仮面 Shirokamen?)
 Seiyū: Takeshi Kusao
Un sujeto enmascarado que hiere gravemente a Nalgava para silenciarlo. Según Olivia, Máscara Blanca usa una reliquia y, sin duda, tiene un maestro poderoso que lo controla, el cual podría ser el Dios Demonio Oscuro.

## Contenido de la obra

### Novelas ligeras
La serie escrita por Shinta Fuji comenzó a serializarse en el sitio de publicación de novelas generadas por usuarios Shōsetsuka ni Narō en enero de 2019. Más tarde fue adquirida por Media Factory, quien la publicó con ilustraciones de Susumu Kuroi bajo su sello MF Books. La serie ha lanzado seis volúmenes al 25 de noviembre de 2023.
En Sakura-Con 2022, Yen Press anunció que obtuvo la licencia de la serie para su publicación en inglés.
| Volúmenes de novelas ligeras publicadas | Volúmenes de novelas ligeras publicadas | Volúmenes de novelas ligeras publicadas |
| Número                                  | Fecha de lanzamiento                    | ISBN                                    |
| --------------------------------------- | --------------------------------------- | --------------------------------------- |
| 1                                       | 25 de septiembre de 2019                | ISBN 978-4-04-064062-4                  |
| 2                                       | 25 de marzo de 2020                     | ISBN 978-4-04-064536-0                  |
| 3                                       | 25 de agosto de 2021                    | ISBN 978-4-04-680696-3                  |
| 4                                       | 23 de diciembre de 2022                 | ISBN 978-4-04-682020-4                  |
| 5                                       | 24 de marzo de 2023                     | ISBN 978-4-04-682320-5                  |
| 6                                       | 25 de noviembre de 2023                 | ISBN 978-4-04-683072-2                  |

### Manga
Una adaptación de manga con arte de Masaki Kawakami comenzó a serializarse en el sitio web ComicWalker de Kadokawa Shoten el 25 de octubre de 2019.
En Anime Expo 2022, Yen Press anunció que obtuvo la licencia del manga para su publicación en inglés.

### Anime
Se anunció una adaptación de anime en el evento de transmisión en vivo del octavo aniversario de MF Books el 15 de agosto de 2021. Más tarde se reveló que era una serie de televisión producida por Frontier Works, animada por Geek Toys en cooperación con Seven, y escrita y dirigida por Itsuki Imazaki. Hiroo Nagao se encarga de los diseños de personajes y se desempeña como director de animación en jefe, y Ryō Takahashi está componiendo la música. La serie se estrenó el 10 de enero de 2023 en Tokyo MX y otras cadenas. El tema de apertura es «Glorious World», interpretado por Shun'ichi Toki, mientras que el tema de cierre es «Never Fear», interpretado por Mao Abe. Crunchyroll obtuvo la licencia de la serie fuera de Asia.
El 17 de julio de 2023, Crunchyroll anunció que la serie había recibido un doblaje en español latino, la cual se estrenó el 10 de agosto.